# فيليب فان دير والت
فيليب فان دير والت (بالإنجليزية: Philip van der Walt)‏ هو لاعب اتحاد الرغبي جنوب أفريقي، ولد في 14 يوليو 1989 في أديلايد ‏ في جنوب أفريقيا.

## وصلات خارجية
- فيليب فان دير والت عل موقع إسبنسكروم (الإنجليزية)
- فيليب فان دير والت على موقع ItsRugby.co.uk (الإنجليزية)